# Scrooge (film 1951)
Scrooge (wydany pod tytułem A Christmas Carol w Stanach Zjednoczonych) – filmowa adaptacja powieści Karola Dickensa Opowieść wigilijna z 1951 roku. W filmie występuje Alastair Sim jako Ebenezer Scrooge, a film został wyprodukowany i wyreżyserowany przez Briana Desmonda Hursta. Scenariusz napisał Noel Langley.

## Obsada
- Alastair Sim - Ebenezer Scrooge
- Kathleen Harrison - pani Dilber, posługaczka
- Mervyn Johns - Bob Cratchit
- Hermione Baddeley - pani Cratchit
- Michael Hordern - duch Jacoba Marleya
- George Cole - młody Ebenezer Scrooge
- Glyn Dearman - Mały Tim
- John Charlesworth - Peter Cratchit
- Michael J. Dolan - duch minionych świąt Bożego Narodzenia
- Francis de Wolff - duch teraźniejszych świąt Bożego Narodzenia
- Czesław Konarski - duch przyszłych świąt Bożego Narodzenia
- Rona Anderson - Alice, była narzeczona Scrooge’a
- Carol Marsh - Fan „Fanny” Scrooge
- Jack Warner - pan Jorkin, drugi pracodawca Scrooge’a
- Roddy Hughes - pan Fezziwig, pierwszy pracodawca Scrooge’a
- Patrick Macnee - młody Jacob Marley
- Brian Worth - Fred, siostrzeniec Scrooge’a
- Olga Edwardes - żona Freda
- Miles Malleson - stary Joe
- Ernest Thesiger - pan Stretch (grabarz)
- Louise Hampton - praczka
- Peter Bull - pierwszy biznesman na giełdzie (także narrator)
- Douglas Muir - drugi biznesman na giełdzie
- Noel Howlett - pierwszy działacz dla ludzi w potrzebie
- Fred Johnson - drugi działacz dla ludzi w potrzebie
- Eliot Makeham - pan Snedrig
- Henry Hewitt - pan Rosebed
- Hugh Dempster - pan Groper
- Eleanor Summerfield - panna Flora, gość na przyjęciu Freda
- Richard Pearson - pan Tupper, gość na przyjęciu Freda
- Clifford Mollison - Samuel Wilkins, biedny klient Scrooge’a
- Hattie Jacques - pani Fezziwig
- Theresa Derrington - pokojówka Freda
- David Hannaford - chłopiec kupujący okazałego indyka
- Catherine Leach - Belinda Cratchit
- Moiya Kelly - Martha Cratchit
- Luanne Kemp - Mary Cratchit
- Maire O’Neill - pacjentka Alice w szpitalu charytatywnym
- Tony Wager - chłopiec pana Fezziwiga
- Derek Stephens - tancerz u Fezziwiga
- Vi Kaley - stara kobieta siedząca przy piecu w szpitalu charytatywnym